# رایان مک گیور
رایان مک گیور (انگلیسی: Ryan McGeever؛ زادهٔ ۳۰ آوریل ۱۹۹۴) بازیکن فوتبال اهل بریتانیا است.
از باشگاه‌هایی که در آن بازی کرده‌است می‌توان به باشگاه فوتبال کویینز پارک و باشگاه فوتبال فالکیرک اشاره کرد.